# Gurgy-la-Ville
 Gurgy-la-Ville  es una población y comuna francesa, en la región de Borgoña, departamento de Côte-d'Or, en el distrito de Montbard y cantón de Recey-sur-Ource.

## Demografía
| 63 | 77 | 59 | 54 | 45 | 46 |
| Para los censos de 1962 a 1999 la población legal corresponde a la población sin duplicidades (Fuente: INSEE [Consultar]) |    |    |    |    |    |